# フランス国立科学研究センター
フランス国立科学研究センター（フランスこくりつかがくけんきゅうセンター、仏：Centre national de la recherche scientifique 、CNRS）は、1939年10月19日設立のフランス最大の政府基礎研究機関である。教職員総数31,637人（うち正規教職員24,552人、正規研究者11,137人、博士課程学生1,639人）。予算は約33億ユーロ。

## 組織
CNRSには現在10の研究所 (Institut) がある。
- 1) 生命科学研究所
- 2) 化学研究所
- 3) 環境科学研究所
- 4) 人文・社会科学研究所
- 5) 情報科学研究所
- 6) 工学・システム科学研究所
- 7) 国立数学研究所
- 8) 物理学研究所
- 9) 国立原子・素粒子物理学研究所
- 10) 国立宇宙科学研究所

科学研究国家委員会（Comité national de la recherche scientifique、CoNRS）は、研究者を発掘し評価する機関で、科学研究を41の研究分野（section）ないし5つの学際的研究委員会に割りふる役目も負っている。研究グループは1つないし複数の研究部門（département）に属するが、各研究者が所属するのは1つの研究部門だけである。
運営上の理由でCNRSは18の地域区分（うち、イル＝ド＝フランス地域圏で5区分）を設けている。
CNRSは研究ユニット（名称：laboratoire 、通称：unité ）をセンター独自で立ち上げる独自研究ユニット（unité propre de recherche、 略称：UPR）ほか、大学その他の高等教育機関やその他の研究機関と共同で立ち上げる共同研究ユニット（unité mixte de recherche、略称：UMR）こともある。各研究ユニットには個別のコード番号が与えられ、大学教授やCNRSの研究部長などがディレクターとして統括する。
現在CNRSの研究者は1,116の研究ユニットで活動中で、共同研究に参画する組織外の研究者を含めた総員の85%を占める。このような大規模な共同研究グループ組織はフランスの高等教育においては例外的である。
CNRS本部の所在地は3 rue Michel-Ange 75016 Paris (パリ16区) である。

## 雇用
CNRSの正規教員・研究者には序列による2分類がある。
- Directeur de recherche (研究部長)、chargé de recherche (研究担当)
- Ingénieur de recherche、ingénieur d'études (研究技術者)

原則として研究部長が研究グループを率いる。
正規職員（研究技術者、技術・運営職員）全員の採用は、毎年全国規模で実施する採用試験による。合格者は公務員の地位と処遇を得る。

## 国際活動
CNRSはブリュッセル、北京、東京、ハノイ、ワシントンD.C. 、ボン、モスクワ、チュニス、ヨハネスブルグ、サンチアゴに連絡事務所をおく。

## 略史
センターはアルベール・ルブランの大統領令により1939年に創設された。1954年以後毎年、フランス人科学者や若い研究者を金・銀・銅のメダルで表彰してきた。1966年には組織を改変し、2つの専門機関が誕生した。1つは1967年発足の国立天文地球物理研究所で、これは1985年に国立宇宙科学研究所（INSU）に改組された。もうひとつは1971年発足の国立核物理素粒子物理研究所（IN2P3）（英）である。
近年CNRSの活動を見直す機運が高まり、幅広い変革が課題になっている。特に問題となっているのは、人材採用、待遇、キャリア管理、評価手法である。最近の政府プロジェクトには、CNRSを研究プロジェクト毎にサポートする機関へと組織変更することや、CNRSの研究者を各大学に再配置することなどがある。

## 最高責任者
1956年、Gaston Dupouy総裁が退官する前に役職名が「総裁」から「理事長」に変更された。後任のJean Coulombは理事長として就任。

### 歴代総裁一覧
- 1938-1940 (CNRSA) : Henri Longchambon
- 1939-1940 および1943-1944 (アルジェ) : Henri Laugier
- 1940年6月 - 8月 : Jean Mercier
- 1940-1944 : Charles Jacob
- 1944-1946 : Frédéric Joliot
- 1946-1950 : Georges Teissier
- 1950-1957 : Gaston Dupouy

### 歴代理事長一覧
- 1957-1962 : Jean Coulomb
- 1962-1969 : Pierre Jacquinot
- 1969-1973 : Hubert Curien
- 1973-1976 : Bernard P. Gregory
- 1976-1979 : Robert Chabbal
- 1979-1981 : Jacques Ducuing
- 1981-1982 : Jean-Jacques Payan
- 1982-1986 : Pierre Papon
- 1986-1988 : Serge Feneuille
- 1988-1994 : François Kourilsky
- 1994-1997 : Guy Aubert
- 1997-2000 : Catherine Bréchignac
- 2000-2003 : Geneviève Berger
- 2003-2006 : Bernard Larrouturou
- 2006-2010 : Arnold Migus

### 歴代所長
- 2010-2017 : Alain Fuchs
- 2017年10月24日 - 2018年1月24日（代理）：Anne Peyroche
- 2018年1月24日 - : Antoine Petit

### 付属研究所
- 原子・分子計算ヨーロッパセンター（CECAM）（英）
- 科学技術情報研究所 （INIST）（英）（仏）
- 情報学・統計システム研究所 （IRISA）（英）（仏）
- パリ天体物理学研究所 （IAP）（英）（仏）
- 細胞分子生物学研究所 （IBMC）（英）（仏）
- ジャン･ニコ研究所 （IJN）（英）（仏）
- 音声言語研究所（LPL）（英）（仏）
- 解析・システムアーキテクチャ研究所 （LAAS）（英）（仏）
- パリ第6大学情報学研究所 （LIP6）（英）（仏）
- 機械・エンジニアリング科学のための情報学研究室（LIMSI）（英）（仏）
- ソレイユ（英）（仏）